# 545 Messalina
545 Messalina eller A904 TC är en stor asteroid i huvudbältet, som upptäcktes 3 oktober 1904 av den tyske astronomen Paul Götz i Heidelberg. Den har fått sitt namn efter den romerska kejsarinnan Valeria Messalina.
Asteroiden har en diameter på ungefär 112 kilometer.